# كابتن سبمارين
كابتن سبمارين هي سلسلة مطاعم كندية للوجبات السريعة تتميز قائمة طعامها بشطائر سبمارين. تم افتتاح أول مطعم في عام 1972 في تشارلوت تاون. تملك شركة Grinner's Food Systems حاليًا 23 موقعًا في Atlantic Canada و 4 في أونتاريو.

## روابط خارجية
- الكابتن الغواصة الموقع